# Donzige korstzwam
De donzige korstzwam (Cylindrobasidium laeve) is een schimmel behorend tot de familie Physalacriaceae. Hij leeft saprotroof op dode takken en stammen van loofbomen. Hij komt voor op akkers, ruigten, bermen en stedelijk gebied.

## Kenmerken
De donzige korstzwam is korstvormig en de kleur is beigeoranje tot oudroze met een fijnwollige, wittige rand. De vruchtlichamen hebben een diameter van 1 tot 5 cm. Het oppervlak is glad, zeer fijnviltig of ietwat bobbelig. Ze vergroeien vaak tot grotere plakken van ongeveer 1 mm dik.
De hyfen zijn dunwandig of iets dikwandig, met gespen en gele bolvormige oliedruppels. Het hymenium heeft scherpe hyphids (soms cystidioles genoemd), die soms boven het hymenium uitsteken. Ze zijn 5 tot 8 µm dik. De basidia zijn dunspoelvormig tot cilindrisch van vorm, dunwandig en meten 40-50 × 5-6 µm met 4-sporen en een gesp aan de wortel. De sporen zijn ellipsvormig tot peervormig met de afmetingen 8-10 × 4-5 µm, glad, dunwandig, glazig, kleurloos, meestal in groepjes van 2 tot 4 aan elkaar geplakt.

## Verspreiding
Cylindrobasidium laeve is waargenomen in Noord-Amerika en Europa. In Nederland komt hij zeer algemeen voor. Hij is niet bedreigd en staat niet op de rode lijst.

## Habitat
De donzige korstzwam komt voor in verschillende soorten bossen, struikgewas, parken, tuinen, bermen, op stammen en takken van loofbomen. Hij kan voorkomen bij de volgende boomsoorten: esdoorns, paardenkastanje, els, zilverberk, haagbeuk, hazelnoot, meidoorn, beuk, gewone es, huisappelboom, zwarte populier, huispruim, acacia acacia, wilg en lindebomen. Hij komt zelden voor op coniferen, maar is gevonden op dennen.